# 山形市立楯山小学校
山形市立楯山小学校（やまがたしりつたてやましょうがっこう）は山形県山形市にある公立小学校。

## 概要
- 山形市の北東部にあり、主に国道13号山形バイパス東側を学区としている。

## 所在地
- 山形県山形市大字青柳字一本木64番地

## 沿革
- 1900年（明治33年） - 設立[1]
- 1941年（昭和16年）4月 - 楯山村立楯山国民学校に改称
- 1947年（昭和22年）4月 - 楯山村立楯山小学校に改称
- 1954年（昭和29年）10月 - 現在の山形市立楯山小学校に改称

## 学区
- 青柳（下青柳地区を除く）、風間、上柳、新開、十文字[2]

## 卒業後
- 高楯中学校へ進学する。